# Kitasato Shibasaburō
En aquest nom japonès, el cognom és Kitasato.
Kitasato Shibasaburō (japonès: 北里 柴三郎) (Okuni, província de Higo, 29 de gener de 1853 – Minato, Tòquio, 13 de juny de 1931) fou metge i bacteriòleg japonès. És conegut per ser el co-descobridor de l'agent infecciós de la pesta bubònica a Hong Kong el 1894, gairebé alhora que el biolòleg suís Alexandre Yersin. Va rebre el títol de baró i la 1a classe de l'Orde del Sol Naixent.

## Biografia
Kitasato va néixer a la vila d'Okuni, a la Província de Higo (actualment Oguni, Districte d'Aso, Prefectura de Kumamoto). Va estudiar a l'Escola Mèdica de Kumamoto i a la Universitat Imperial de Tokio.
Fou deixeble del Dr. Robert Koch a Alemanya, des del 1885 fins al 1891. El 1889, fou la primera persona a cultivar de manera pura el bacil del tètanus, i el 1890 treballà en col·laboració amb Emil Adolf von Behring en el desenvolupament d'un sèrum terapèutic per al tètanus emprant l'esmentat cultiu pur. També desenvolupà antitoxines per a la diftèria i l'àntrax. Kitasato i Behring demostraren el valor de l'antitoxina en la prevenció de determinades malalties, produint una immunitat passiva al tètanus en un animal que prèviament hagués rebut injeccions graduades de sèrum sanguini des d'un altre animal infectat amb la malaltia.
Després de tornar al Japó l'any 1891, Kitasato fundà l'Institut per a l'Estudi de Malalties Infeccioses, amb l'ajut de Fukuzawa Yukichi; un dels seus primers assistents fou August von Wassermann. Demostrà també que els cultius morts poden ser emprats en la vacunació. També estudià sobre el mecanisme d'infecció de la tuberculosi.
Va viatjar a Hong Kong el 1894 a petició del govern japonès, durant una epidèmia de la pesta bubònica, i va identificar reeixidament el bacteri que causava la malaltia. Tanmateix, els seus resultats no van ser tan àmpliament difosos com els del biòleg suís Alexandre Yersin, i per molts anys li va ser acreditat de manera primordial el descobriment, i inclusivament el bacteri va rebre el seu nom. Quatre anys després, Kitasato i el seu estudiant Kiyoshi Shiga, van ser capaços d'aïllar i descriure l'organisme que causava la disenteria.
Quan l'Institut per a les Malalties Infeccioses va ser incorporat a la Universitat Imperial de Tòquio en 1914, va renunciar a manera de protesta i va fundar l'Institut Kitasato (l'antecessor de la Universitat Kitasato), en què va ser el seu rector per la resta de la seva vida.
Va ser el primer Degà de Medicina a la Universitat de Keiō, el primer president de l'Associació Mèdica del Japó, i va ser nomenat membre de la Casa dels Pars. En 1924 va ser inclòs en el sistema de noblesa japonès kazoku amb el títol de danshaku (baró).

### En anglès
- Aquest article incorpora text d'una publicació que es troba en domini públic: Chisholm, Hugh. Encyclopædia Britannica (edició de 1911) (en anglès). 11a ed.  Cambridge University Press, 1911.
- Kyle, Robert A.. Shibasaburo Kitasato-Japanese bacteriologist.  Mayo Clinic Proceedings, 1999.
- Orent, Wendy. Plague: The Mysterious Past and Terrifying Future of the World's Most Dangerous Disease.  Free Press, 2004. ISBN 0-7432-3685-8.
- Porter, Roy. Blood and Guts: A Short History of Medicine.  W. W. Norton & Company, 2004. ISBN 0-393-32569-5.

### En japonès
- Comroe, Julius H., trad. por Suwa Kunio. Igaku o kaeta hakken no monogatari.  Chūgai Igakusha, 1998. ISBN 4-498-00958-4.
- Tsuchiya, Masaharu. Isha no mita Fukusawa Yukichi–sensei, Mīra to natte Shōwa ni Shutsugen.  Chūō Kōronsha, 1996. ISBN 4-12-101330-1.
- Yamazaki, Teruo. Donneru no Otoko – Kitasato Shibasaburō (2 volúmenes).  Tōyō Keizai Shinpōsha, 2003. ISBN 4-492-06133-9 e ISBN 4-492-06134-7.